# Деревянко, Евгений
Евгений Деревянко (родился 7 января 1968, Киев) — украинский скульптор-экспрессионист, художник, учитель, основатель арт-галереи «Гольфстрим».

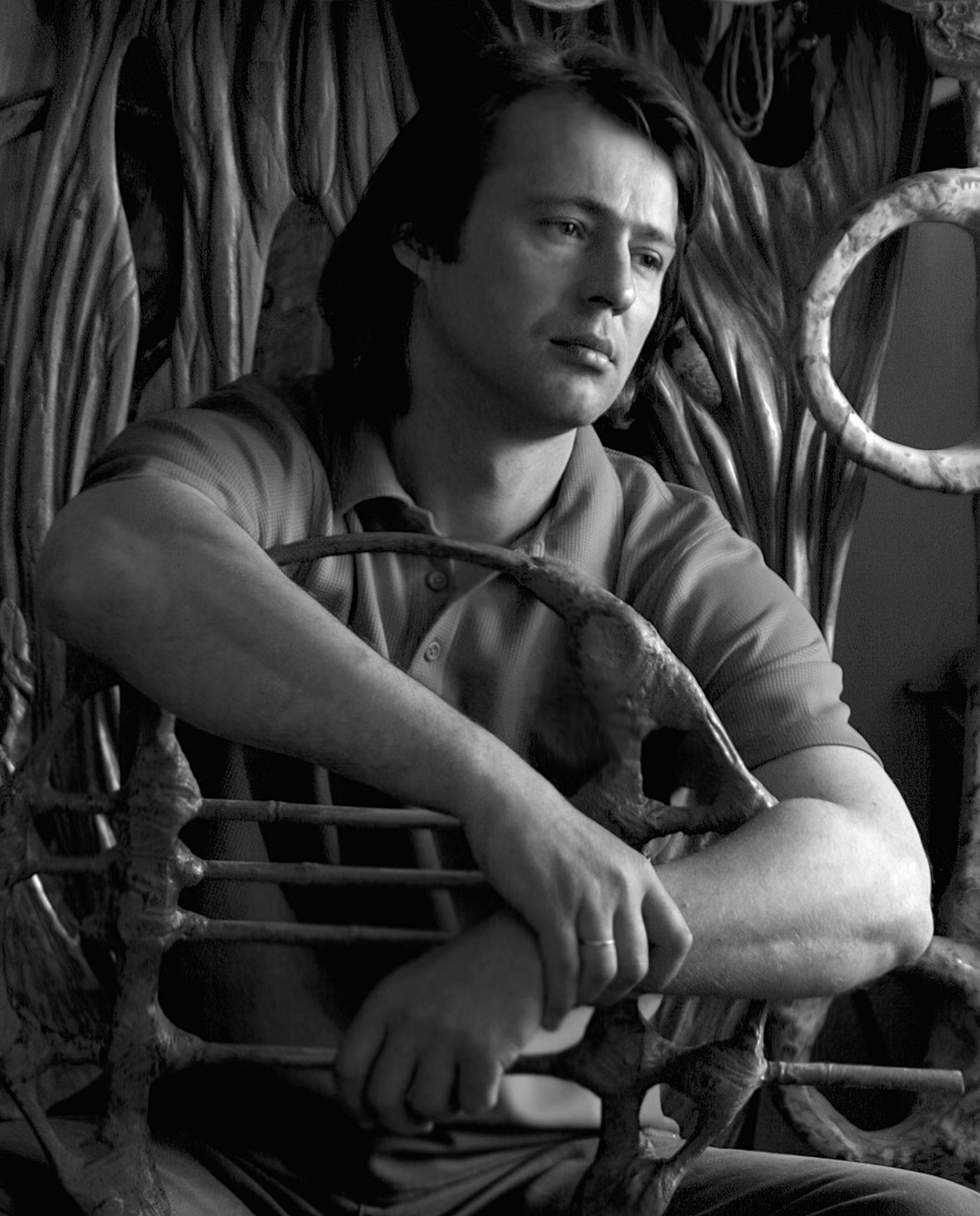

## Биография
Происходит из художественного рода.
Закончил Республиканскую художественную школу имени Тараса Шевченко (1987) и Украинскую академию искусств (1995). С 2003 года Е. Деревянко — член Национального союза художников Украины. Работает в стиле экспрессионизма с признаками символизма.
В 2009 году открыл школу искусств «Арт-галерея „Гольфстрим“».

## Творчество
Любимая авторская техника — левкас, по технологии древнерусских росписей X-XIII ст. Материалы, которыми талантливо оперирует скульптор — бронза, дерево, камень, керамика.
В художественном заделе Е. Деревянко — многочисленные станковые произведения, а также монументальная скульптура (Памятник Николе Святоше, 2006, Проспект Победы, Киев).
Является автором скульптур-отличий концерна «Zepter International» на Украине, Международного фестиваля поэзии «Киевские лавры», моды и рекламы «Черная жемчужина» и «Волшебная игла», «Дети Украины — детям Мира» «Национального фонда социальной защиты матерей и детей „Украина детям“», «Герой спортивного года» Национального Олимпийского комитета Украины, «Международного фестиваля „Pelagos 2006“» (Италия), Фармацевтического концерна «Вауеr» (Германия).
Творчество скульптора масштабно представлено не только на Украине, но и за рубежом (Греция, Италия, Испания, Франция, Канада, Америка). Произведения скульптора находятся в государственных коллекциях и частных собраниях.